# 邯郸初中生杀人案
邯郸初中生杀人案（又称河北邯郸初中生被害案、邯郸初中生杀人埋尸案）是一宗发生于2024年3月10日的故意杀人埋尸案。居住于河北省邯郸市肥乡区的3名未成年人在该日涉嫌共同杀害了时年13岁的小光（化名）。三名行凶者与被害人小光年龄相仿，为初中同学关系，其中一人为受害人同桌。据受害者姑姑提供的信息，三人长期在学校对受害人进行校园霸凌。2024年3月10日下午1时许，受害人称其与同学外出游玩，而后失联。3月10日晚间，家属选择报警。3月11日，受害人的尸体于在当地的一处蔬菜大棚内被发现。3月13日，邯郸警方将三人以涉嫌故意杀人罪刑事拘捕。3月18日，根据邯郸警方调查，初步认定本案为一起预谋杀人案，根据对埋尸坑的现场勘验，犯罪嫌疑人曾于案发前的3月9日预先挖掘埋尸坑。2024年4月8日，河北省人民检察院发布通告称，最高人民检察院已依《中华人民共和国刑法》对涉案的三名未成年嫌疑人核准追诉其刑事责任。
事件在中国大陆各大社交媒体平台上引起热议，进而引发公众关于留守儿童、校园霸凌、未成年人犯罪问题、《中华人民共和国未成年人保护法》以及《中华人民共和国刑法》中刑事责任年龄的设定等话题的讨论。
2024年12月30日，河北省邯郸市中级人民法院一审公开宣判被告人张某某、李某、马某某故意杀人一案，其中张某某与李某被法院认定为本案主犯，法院判决两人故意杀人罪罪名成立，且犯罪手段特别残忍，犯罪情节特别恶劣。前者被判处无期徒刑附加剥夺政治权利终身，属《中华人民共和国刑法》框架下未成年罪犯可被判处的最高刑罚；后者因罪责较轻，被判处有期徒刑十二年。马某某被认定参与本案故意杀人犯罪的共同犯罪，但因为未参与犯罪预谋且未施加具体伤害行为，被法院认定为不予其刑事处罚，其将被公安机关与教育部门依法进行专门矫正教育。

## 事发经过

### 3月10日
据受害人姑姑王女士提供的信息，3月10日下午1点，受害人小光告知家人其外出与同学游玩，至4点左右，家人发现受害人手机无法拨通，且一直处于关机状态。因此受害人家人于当天下午5点开始寻找受害人。受害人家属首先来到嫌疑人张某（化名）询问，张某先说表示并未见过受害人，而后改口称曾在一起并于另外一个人家中玩耍，后受害人与另一位“小矮个”前往了别的地方。3月10日晚间，家属因无法找到受害人，于晚10点，选择报案。警方通过调取附近监控发现，3月10日下午3点多，小光与3名嫌疑人在一起，并且他还坐在张某的电动车后座上。3月10日晚间至3月11日凌晨，警方对3名嫌疑人进行询问，但三人均表示不再见到过受害人。

### 3月11日
3月11日凌晨，受害人父亲王先生在补办受害人手机卡后重新登录受害人微信账号，并发现受害人曾进行过微信转账。将该信息告知警方后，警方再次对嫌疑人进行盘问。同日，邯郸红十字蓝天救援队发布公开寻人启事，其内容称3月10日下午1点多，小光去找同学玩，随后被一名年龄相仿但不是同学的人带走。警方第二次盘问过程中，在监控视频和转账记录的证据下，有犯罪嫌疑人推翻先前口供并交代案发经过，透露埋尸地点。随后，受害人家属收到了肥乡区公安局的立案告知书，案由为“故意杀人”。警方在得知埋尸地点后于当日开始遗体挖掘工作，并在当地北营村南的废弃蔬菜大棚内，掘出受害人遗体，受害人舅舅参与了遗体辨认。

### 3月13日
邯郸警方正式以故意杀人罪刑事拘留3名嫌疑人，据信，3名犯罪嫌疑人均已满十二周岁、未满十四周岁。河北省公安厅、邯郸市公安局已派出法制部门专业人员，赴肥乡指导侦办此案。

### 3月18日
凌晨，遇害者的遗体进行尸检。遇害者的父亲和律师全程见证尸检经过。邯郸警方表示此次案件为有预谋作案。

## 犯罪过程
根据当前警方调查以及受害人家属提供的信息：3名嫌疑人先使用受害者的手机通过微信将其账户余额内的191元人民币转至其中一人账户内，而后其中2人留下看守受害人，1人返回家中取得铁锹；之后，3名嫌疑人使用铁锹对受害人进行殴打，造成多处致命伤，随后选择“埋尸”，将受害者埋入肥乡区北高镇张庄村南边一个废弃蔬菜大棚内（据发掘后估算，坑深约1米，长约1米，宽约60厘米），该地离其中一名嫌疑人家仅有约百米的距离。埋尸完成后，三名嫌疑人将受害人的手机丢弃至附近的沼泽当中销毁证据。
根据河北省邯郸市中级人民法院经审理查明，详细的犯罪过程如下：
案发前，被告人张某某、李某（均时年13周岁）与同班同学小光（受害人，殁年13周岁）存在矛盾，经张某某提议，二人多次共谋杀害受害人后平分受害人钱财。张某某最终选定一处废弃蔬菜大棚为作案地点，并提前携带铁锹挖坑进行犯罪准备。3月10日下午（案发当日）
，张某某首先将受害人骗出，因李某的电动自行车需置于被告人马某某（时年13周岁）家充电，李某骑马某某的电动自行车载马某某，张某某骑自己的电动自行车载受害人，共同前往张某某事先选定的蔬菜大棚。途中，李某受张某某指使将二人欲杀害小光一事告知马某某。进入蔬菜大棚后，张某某首先持铁锹动手并直接实施杀害受害人，李某帮助控制受害人，马某某见状离开大棚。受害人死亡后，张某某与李某两人共同将尸体掩埋。三名被告人在案发后骑电动自行车逃离现场，张某某将受害人手机微信账户中的钱转入自己微信后与李某平分，将受害人手机卡取出指使马某某砸毁，将手机交由李某扔弃。案发后，马某某首先交代并指引公安人员找到埋尸现场。

## 争议与焦点
- 嫌疑人蓄意误导受害人家属：根据受害人姑姑王女士提供的信息，受害人家属曾在案发当日找到后被认定为嫌疑人的张某询问受害人下落，而嫌疑人先是拒绝承认其曾与受害人见面，并且其与家属见面时仍在家里床上躺着打游戏，如同“没事人”一样。在出现监控证据后又改口称受害人与一位“小矮个”（后证实该人物为嫌疑人蓄意虚构）离开，蓄意误导受害人家属与警方调查方向。此外在警方对三名嫌疑人于案发当天的盘问中，三人均拒绝交代真实情况并异口同声认定张某所捏造的虚假情况，隔日依旧照常上学[13]。
- 嫌疑人家属拒绝配合：根据受害人姑姑王女士提供的信息，在案发当晚，警方根据监控证据前往嫌疑人张某家进行询问时，对方家属以“不想让他们来问孩子，怕把孩子吓到”为由拒绝配合警方调查，直到当地村支书上门调解，警方与受害人家属才得以进行问询。案发后，据王女士说明，嫌疑人家属们至今并未出面致歉，并且“其中两户人家已经人去楼空了”[3]。
- 是否存在更多嫌疑人：案发后，受害人家属与律师团队抵达涉案的蔬菜大棚（即埋尸地点）进行挖坑复刻实验，以验证仅凭三名均为未成年的嫌疑人是否有足够的能力进行埋尸行为。根据现场反馈，律师团队验证认为大棚内土地已经硬化，对于挖掘像涉案1米深的埋尸坑，三个孩子在短时间内是完成不了的，故产生是否有更多嫌疑人曾参与犯罪的疑点[14]。此外，一名来自附近的村民同样在当地进行了复刻实验，该村民身高约一米八，体型偏壮；在不间断挖掘6个小时后才勉强掘出1米深的土坑，其发布视频称3名未成年的犯罪嫌疑人在2到3个小时的推定作案时间内完成挖坑并埋尸的行为近乎不可能[15]。
  - 根据河北邯郸肥乡区警方调查，经技术部门勘验，涉案埋尸坑实际仅有0.56米深，并非如先前受害人律师团队以及多方观点所推测的1米至2米深，故排除存在更多犯罪嫌疑人或嫌疑人家属进行共同犯罪的可能；警方初步认定，本案为一起有预谋的犯罪案件，为掩埋尸体，犯罪嫌疑人实际上在大棚内进行了两次挖掘，一次发生在案发前的3月9日，而第二次发生在案发后[5]。

## 量刑
该事件涉及《中华人民共和国刑法》中关于刑事责任年龄的设定。案件中因3名嫌疑人已满12周岁但尚未满14周岁，引发公众关于3名嫌疑人是否应当适用成年人进行故意杀人后一般所被适用的死刑的讨论。
《中华人民共和国刑法修正案（十一）》规定，已满十二周岁不满十四周岁的人，犯故意杀人、故意伤害罪，致人死亡或者以特别残忍手段致人重伤造成严重残疾，情节恶劣，经最高人民检察院核准追诉的，应当负刑事责任。北京师范大学法学院副教授苏明月表示，涉及已满12周岁不满14周岁未成年人犯罪的案件，需经过最高人民检察院核准追诉，方能进入刑事司法程序，由法院经过审判定罪量刑。由于未成年人不适用死刑，构成重罪且情节恶劣的，最高刑罚为无期徒刑。
苏明月补充道，若最高人民检察院不核准追诉，则案件需退回至行政系统，依据《中华人民共和国预防未成年人犯罪法》将涉事未成年人送至专门场所，进行矫正教育。

## 司法过程与结果
2024年3月21日，邯郸市肥乡区公安局对案件中的张某某、李某及马某某提请检察机关核准追诉。2024年4月8日，河北省人民检察院发布通报称，本案中3名未成年犯罪嫌疑人为故意杀人，情节恶劣，应当追究刑事责任，依《中华人民共和国刑法》，河北省检察机关逐级层报最高人民检察院对张某某、李某及马某某核准追诉。最高人民检察院审查後决定对张某某、李某及马某某三人全部核准追诉其刑事责任。
2024年12月30日，河北省邯郸市中级人民法院一审公开宣判被告人张某某、李某、马某某故意杀人一案，对被告人张某某以故意杀人罪判处无期徒刑，剥夺政治权利终身；对被告人李某以故意杀人罪判处有期徒刑十二年；被告人马某某依法不予刑事处罚。邯郸市中级人民法院、邯郸市人民检察院提出司法建议、检察建议，经专门教育指导委员会评估同意，相关公安机关和教育部门依法决定对马某某进行专门矫治教育。法院认定，三被告人在实施故意杀人犯罪时均年满12周岁且不满14周岁，依法应当承担刑事责任；张某某是犯罪的提议者和组织者，直接行凶，系主犯；李某参与预谋并实施杀人行为，与张某某平分赃款，同为主犯，罪责小于张某某；马某并未直接参与预谋和行凶。故做出上述判决。

## 反應
案件发生后，最高人民检察院党组书记、检察长应勇在宁夏考察时强调，要高度重视未成年人犯罪预防和治理，对未成年人实施的故意杀人或故意伤害致人死亡等严重犯罪，符合核准追诉条件的，要依法追究刑事责任。
雲南、四川、貴州等「留守兒童」眾多的省份相繼召開與打擊整治侵害未成年人違法犯罪相關的工作會議。與會人士表示要以「零容忍」態度嚴厲打擊侵害未成年人違法犯罪。